# Amíg tart az élet
Az Amíg tart az élet (eredeti cím: Mientras haya vida) mexikói telenovella, amelyet Guillermo Ríos alkotott. A főbb szerepekben Margarita Rosa de Francisco, Saúl Lisazo, Andrés Palacios,  Romina Gaetani és Paola Núñez látható.
Mexikóban 2007. május 2-án az Azteca Trece, Magyarországon  2008. szeptember 18-án a Zone Romantica mutatta be. Magyarországon csak 150 részt adtak le. A 150. rész első fele Elisa műtétje, a második fele egy a sorozat befejező 188. részének jeleneteiből áll. A 151-187. rész teljesen kimaradt, így sok titokra, igazságra nem derült fény.

## Történet
A TV Azteca sorozata két világ, a gazdagok és a hétköznapi emberek életének különbözőségeit és hasonlóságait mutatja be.
A vagyonos és befolyásos Héctor Cervantes életét alapjaiban rendítette meg kislánya, Gaby és felesége, Graciela halála.
María Montero Mexikóváros egyik lakótelepén él és egyedül neveli három lányát: Elisa-t, Gina-t és Emiliana-t, miután férje, Leonardo elhagyta őt. Elisa építészetet tanult. Gina az Amerikai Egyesült Államokban szeretne munkát találni. Emiliana pedig kicsi kora óta beteg.
María és Héctor útjai keresztezik egymást, amikor Héctor cége le akarja rombolni azt a lakótelepet, ahol María él.

## Szereplők

### Főszereplők
| Színész                     | Szereplő                       | Megjegyzés | Magyar hang                                  |
| --------------------------- | ------------------------------ | --- | -------------------------------------------- |
| Margarita Rosa de Francisco | María Robles                   | Elisa, Gina és Emiliana édesanyja | Bencze Ilona (1. hang) Orosz Helga (2. hang) |
| Saúl Lisazo                 | Héctor Cervantes Sánchez       | Az INMEX tulajdonosa, Alejandro és Gael édesapja                                                                                               | Karsai István                                |
| Andrés Palacios             | Sergio Juárez Rojas            | Taxisofőr | Maday Gábor                                  |
| Romina Gaetani              | Romina Sáenz                   | Héctor kollégája | Zborovszky Andrea                            |
| Paola Núñez                 | Elisa Montero Robles           | Építészmérnök, María és Leonardo lánya, Gina és Emiliana testvére                                                                              | Vadász Bea                                   |
| Héctor Arredondo            | Gael Cervantes Rivas           | Héctor fia, Alejandro testvére | Bodrogi Attila                               |
| Carmen Beato                | Elena de la Riva               | Gonzalo felesége | Szórádi Erika                                |
| Anna Ciocchetti             | Marion Lennox                  | | Orosz Helga                                  |
| Farnesio de Bernal          | Lorenzo Rivas                  | Graciela édesapja, Alejandro és Gael nagyapja                                                                                                  | Uri István                                   |
| Tomy Dunster                | Alejandro Cervantes Rivas      | Építészmérnök, Héctor fia, Gael testvére | Dányi Krisztián                              |
| Carmen Madrid               | Natalia                        | María barátnője és munkatársa |                                              |
| Carlos Torres Torrija       | Leonardo Montero               | Elisa, Gina és Emiliana édesapja | Harmath Imre                                 |
| Marimar Vega                | Georgina "Gina" Montero Robles | María és Leonardo lánya, Elisa és Emiliana testvére                                                                                            | Csampisz Ildikó                              |
| Erik Hayser                 | Daniel                         | Alejandro barátja | Kisfalusi Lehel                              |
| Alicia Jaziz                | Emiliana Montero               | María és Leonardo lánya, Elisa és Gina testvére                                                                                                | Talmács Márta                                |
| Alan Ciangherotti           | Julio Gutiérrez                | Ofelia testvére, Sergio barátja | Szokol Péter                                 |
| Carolina Cartagena          | Luisa Vale                     | |                                              |
| Mayra Sierra                | Ofelia de Cervantes            | Gina barátnője |                                              |
| Ana Ofelia Murguía          | Toto                           | María szomszédja | Bessenyei Emma                               |
| Fernando Ciangherotti       | Gonzalo de la Riva             | Héctor munkatársa | Papucsek Vilmos                              |
| Javier Díaz Dueñas          | Ramón Vale                     | |                                              |
| Angélica Celaya             | Paula Hernández                | Rendőr |                                              |
| Jorge Eduardo García        | Diego Vale / Diego Juárez      | |                                              |
| Marco Treviño               | Dr. Marcos Riveroll            | Orvos | Kassai Károly                                |
| Enrique Singer              | Arturo Marín "El Mayor"        | A Góré. A Transamericának dolgozik. Gonosz ember. Megölte Hector édesanyját. Kizuhan annak a lakásnak az emeletéről, melyben Hector is lakott. | Barbinek Péter                               |
| Plutarco Haza               | Rodrigo                        | |                                              |
| Ari Telch                   | Ignacio                        | | Németh Gábor                                 |

### Mellékszereplők
| Színész      | Szereplő              | Megjegyzés | Magyar hang     |
| ------------ | --------------------- | ---------- | --------------- |
| Mario Loria  | Óscar                 |            | Markovics Tamás |
| Ramón Medina | Ernesto 'Neto' Ortega |            | Előd Álmos      |

## Fordítás
- Ez a szócikk részben vagy egészben  a   Mientras haya vida című spanyol Wikipédia-szócikk fordításán alapul.  Az eredeti cikk szerkesztőit annak laptörténete sorolja fel. Ez a jelzés csupán a megfogalmazás eredetét és a szerzői jogokat jelzi, nem szolgál a cikkben szereplő információk forrásmegjelöléseként.